# Nardeae
Nardeae es una tribu de hierbas de la familia Poaceae. Tiene los siguientes géneros.

## Géneros
- Nardus[1]